# Martini-Henry-Gewehr

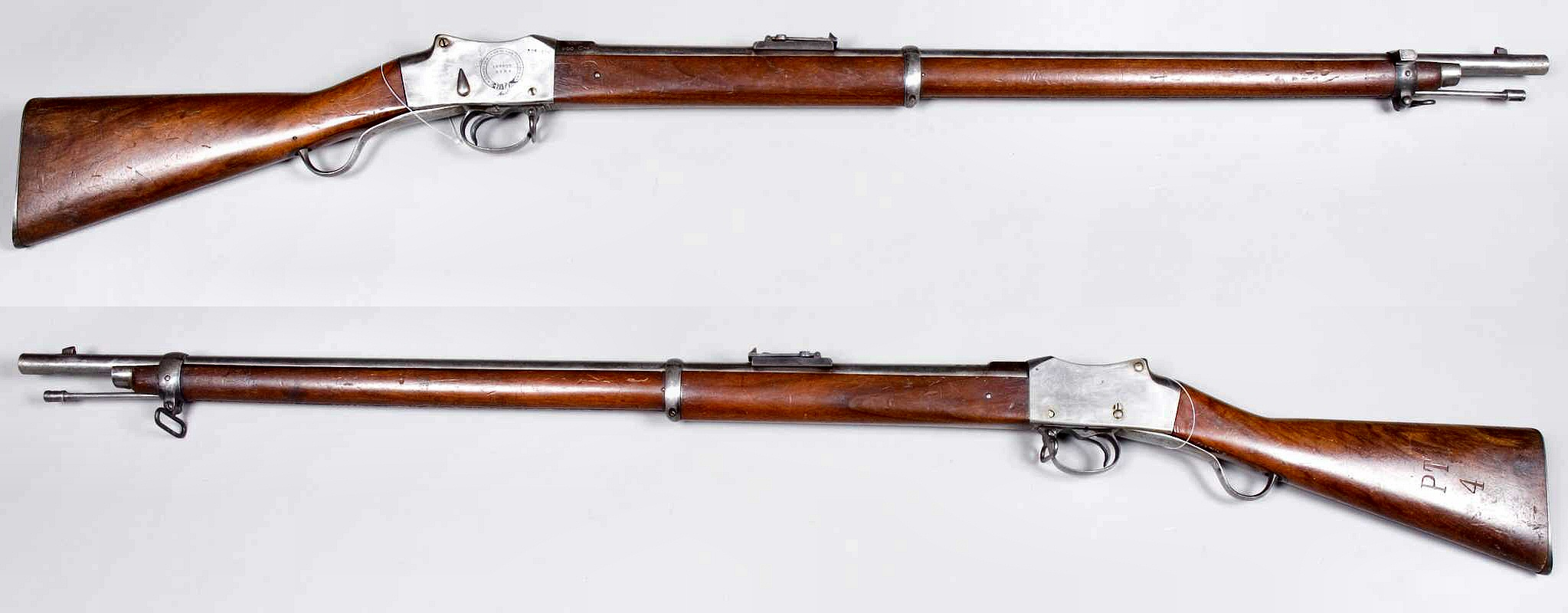
Martini-Henry Modell 1871

Das Martini-Henry-Gewehr, das Großbritannien ab 1871 einführte, war das erste britische Gewehr, das von Anfang an für eine Metallpatrone konstruiert war.

## Geschichte und technische Daten
Es ersetzte die nach dem System Snider umgebauten Enfield Rifled Muskets. Der Kippblockverschluss wurde vom amerikanischen Erfinder Henry Peabody am 22. Juli 1862 patentiert. Der Schweizer Industrielle Friedrich von Martini verbesserte das System, indem er das Seitenschloss durch einen selbstspannenden Abschlagmechanismus im Verschlussblock ersetzte. Das Profil der Züge im Lauf beruhte auf einem Konzept des schottischen Büchsenmachers Alexander Henry (1828–1894), eines in Edinburgh ansässigen Herstellers von Scheibenbüchsen für das Schießen auf große Distanz.
Das Gewehr verschießt die Patrone .577/.450. Die Patrone wurde aus der .577 Snider (14,6 mm) entwickelt, die aus der Snider-Enfield Rifle verschossen wurde, das Kaliber wurde allerdings auf nominell .450 (11,43 mm) reduziert. Der tatsächliche Geschossdurchmesser betrug .468.
Anfangs hatte die Hülse einen Boden aus Eisen und einen Körper aus gewickelter Messingfolie. Diese Hülse verursachte aber Probleme: bei heißgeschossener und verschmauchter Waffe klemmte die Hülse im Patronenlager. Versuchte der Schütze sie mit einem kräftigen Ruck am Unterhebel aus dem Patronenlager zu ziehen, riss leicht der Boden ab; der Hülsenkörper blieb im Patronenlager stecken und machte die Waffe unbrauchbar. Spätere Hülsen waren daher aus Messing gezogen.
Der Visierbereich liegt bei 1400 Yards (1280 m); die effektive Kampfentfernung bei bis zu 600 Yards (550 m).
Nachfolger war das Lee-Metford-Gewehr, das ab 1888 eingeführt wurde. Die Martini-Henry-Gewehre blieben bis in die Zeit des Ersten Weltkriegs in den britischen Kolonien im Dienst.

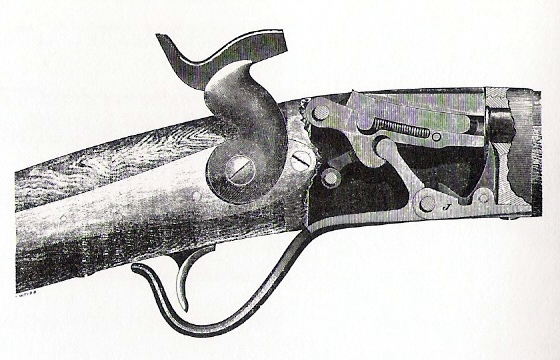
Peabody-Verschluss

## Funktion

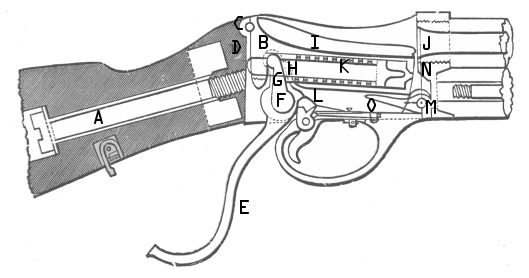
Schnittzeichnung durch einen Martini-Henry Verschluss

Die Martini-Henry ist ein einschüssiger Hinterlader mit Kippblockverschluss. Der Verschlussblock ist hinten oben im Verschlussgehäuse beweglich aufgehängt; seine Oberseite ist als Lademulde ausgebildet. Der Verschluss wird über den hinter dem Abzugsbügel angelenkten Unterhebel betätigt. Zum Laden wird der Unterhebel nach unten geschwenkt; durch die Bewegung wird auch der interne Schlagbolzen gespannt. Das vordere Ende des Verschlussblockes senkt sich und gibt das Patronenlager frei. Der Schütze legt eine Patrone in die Lademulde und schiebt sie mit dem Daumen bis zum Anschlag ins Patronenlager. Dann wird der Unterhebel wieder nach oben geschwenkt. Die Waffe ist feuerbereit; ein tropfenförmiger Zeiger an der Seite des Verschlussgehäuses zeigt an, dass der Schlagbolzen gespannt ist. Eine Sicherung gibt es nicht.
Wird der Abzug gezogen, schnellt der Schlagbolzen unter Federdruck nach vorn und zündet die Patrone. Nach dem Schuss wird der Unterhebel erneut nach unten geschwenkt. Auf dem Weg nach unten trifft der Verschlussblock auf den kurzen Schenkel des L-förmigen Auswerfers. Der längere Schenkel zieht die Hülse am Rand ein Stück weit aus dem Patronenlager. Wird der Unterhebel mit viel Schwung betätigt, wird die Hülse sogar komplett aus der Waffe geschleudert.

## Varianten

### Infanteriegewehre
- Martini-Henry Mark I (1871–1876)
- Martini-Henry Mark II (1877–1881)
- Martini-Henry Mark III (1879–1888)
- Martini-Henry Mark IV (1888–1889)

### Karabiner
- Martini-Henry Carbine, Cavalry Mark I (1877–1882)
- Martini-Henry Garrison Artillery Carbine (1878)
- Martini-Henry Artillery Carbine Mark I (1878–1889)
- Martini-Henry Artillery Carbine Mark II (1893–1896)
- Martini-Henry Artillery Carbine Mark III (1893–1896)

### Bajonette
- Pattern 1853 Socket Bayonet
- Pattern 1876 Socket Bayonet
- Elcho Sword Bayonet
- Pattern 1860 Sword Bayonet
- Pattern 1879 Artillery Bayonet
- Pattern 1887 sword bayonet (Sword Bayonet, Martini-Henry Rifle, Pattern 1887)
- Pattern 1888 sword bayonet (Sword Bayonet, Pattern 1888, Mark I)